# Olga Wladimirowna Gsowskaja

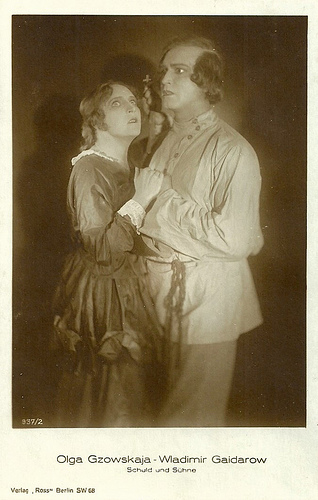
Olga Gzowskaja und Wladimir Gaidarow.

Olga Wladimirowna Gsowskaja, auch geführt als Olga Gzowskaja bzw. Olga Gsovskaja (russisch Ольга Владимировна Гзовская; * 10. Oktober 1883 in Moskau, Russland; † 2. Juni 1962 in Leningrad, UdSSR), war eine russische Schauspielerin bei Bühne und Stummfilm.

## Leben und Wirken
Olga Gsovskaja besuchte in Moskau bis 1898 eine höhere Töchterschule, ehe sie mit 18 Jahren ihre künstlerische Ausbildung bei Konstantin Stanislawski an der Kaiserlichen Theaterschule ihrer Heimatstadt vollendete. Später nahm sie nach eigener Aussage bei Isadora Duncan und Ellen Tells auch Tanzunterricht.
Zum Theater stieß Olga Gsowskaja im September 1905 und gab am Maly-Theater am 1. Oktober desselben Jahres mit der Ariel in William Shakespeares Der Sturm ihren Einstand. Am Moskauer Kaiserlichen Theater sah man sie auch später mehrfach in Shakespeare-Stücken (Desdemona in Othello, Ophelia in Hamlet, Beatrice in Viel Lärm um nichts) aber auch in Adaptionen von Vorlagen Gerhart Hauptmanns, Puschkins, George Bernard Shaws, Oscar Wildes, Goldonis und Fjodor Dostojewskis. Auch in Stanislawskis Künstlertheater konnte man Olga Gsovskaja sehen. Bei einem Gastspiel in St. Petersburg, wo Olga Gsowskaja die Katharina Iwanowna in Schuld und Sühne verkörperte, will sie laut eigener Aussage für ihre Leistung von Zar Nikolaus II. mit einem persönlichen Geschenk bedacht worden sein.
1914 gab Olga Gsovskaja Gastspiele im Westen Europas, währenddessen sie als mögliche russische Spionin während der Julikrise in Deutschland verhaftet und in Köln eingesperrt wurde. Erst auf Intervention des damaligen Theaterintendanten von Braunschweig, Freiherr von Wangenheim, kam sie wieder frei und konnte nach Russland heimreisen. 1916 gab Gsovskaja ihren Einstand vor der Kamera und wirkte mit tragenden Rollen in einer Reihe von Inszenierungen Jakow Protasanow mit. Zu dieser Zeit lernte sie den Schauspielkollegen Wladimir Gaidarow kennen, der sowohl ihr Filmpartner als auch 1920 ihr Ehemann wurde.
Gemeinsam verließen beide im November 1920 die nunmehr sowjetische Heimat und hielten sich anfänglich mit Theatergastspielen in Reval (heute: Tallinn, Estland) und Riga (Lettland) über Wasser. Im März 1921 übersiedelten beide nach Berlin. Hier setzte das Ehepaar Gaidarow auch seine Filmkarriere fort. An deutschen Bühnen sah man Olga Gaidarow unter anderem in München, Nürnberg und Berlin, weitere Gastspiele führten sie bis nach Paris, Reval (Tallinn) und Riga. In Berlin, wo sie, ebenfalls 1921, in der „Tribüne“ zu sehen war, eröffnete das Ehepaar Gaidarow im selben Jahr eine eigene kleine Bühne und brachte, mit Olga Gaidarow in der Titelrolle und unter der Regie des gleichsam mitwirkenden Wladimir Gaidarow, das Stück „Salome“ zur Aufführung.
Mit dem Machtantritt der Nationalsozialisten zum Jahresbeginn 1933 kehrten Wladimir und Olga Gaidarow in die Sowjetunion zurück und ließen sich 1934 in Leningrad nieder. Dort hielten beide Lesungen und literarische Vorträge. Vor die Kamera kehrte Olga Gsovskaja / Gaidarowa kaum mehr zurück.

## Filmografie
- 1916: Schenzina s kinschalom (Женщина с кинжалом)
- 1917: Jeie schertwa (Ее жертва)
- 1917: Kresni put (Крестный путь)
- 1917: Ne nado krowi (Не надо крови)
- 1917: Jejo vleklo buschujuscheje morje (Её влекло бушующее море)
- 1918: Metel (Метель)
- 1918: Greschnaja Dschenni (Грешная Дженни)
- 1918: Iola (Иола)
- 1921: Die Intriguen der Madame de la Pommeraye
- 1922: Psicha, die Tänzerin Katherina der Großen
- 1924: Liebet das Leben
- 1924: Hochstapler wider Willen
- 1933: Stepnije pjesin (Степные песни)